# Makunda
Makunda è un villaggio del Botswana situato nel distretto di Ghanzi, sottodistretto di Ghanzi. Il villaggio, secondo il censimento del 2011, conta 674 abitanti.

## Località
Nel territorio del villaggio sono presenti le seguenti 21 località:
- Dryhook di 61 abitanti,
- G 10 di 11 abitanti,
- Hutlwe di 25 abitanti,
- Jerusalem di 9 abitanti,
- Kahuapeke di 34 abitanti,
- Kanana di 30 abitanti,
- Lesego,
- Motopi di 41 abitanti,
- Ndombihu di 55 abitanti,
- Nguaranguara di 15 abitanti,
- Nxhoakaukisa di 8 abitanti,
- Omudereke di 11 abitanti,
- Pose G 9 di 13 abitanti,
- Shondona di 23 abitanti,
- Tjiarwa di 11 abitanti,
- Tjivarongo di 53 abitanti,
- Tjixae di 16 abitanti,
- Tjorombate di 5 abitanti,
- Tjovarumendu di 18 abitanti,
- Vioze di 2 abitanti,
- Zonongo di 19 abitanti